# Neandertal 1

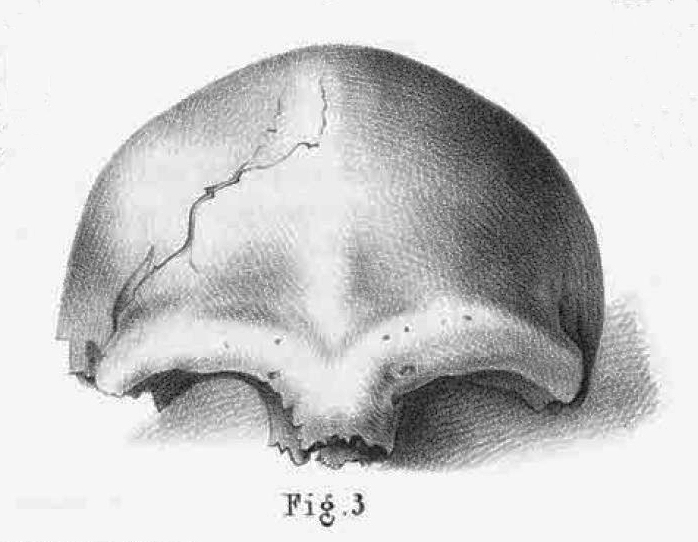
Das Schädeldach des Neandertalers aus dem Neandertal (Lithografie von 1859 aus einer Abhandlung von Johann Carl Fuhlrott)

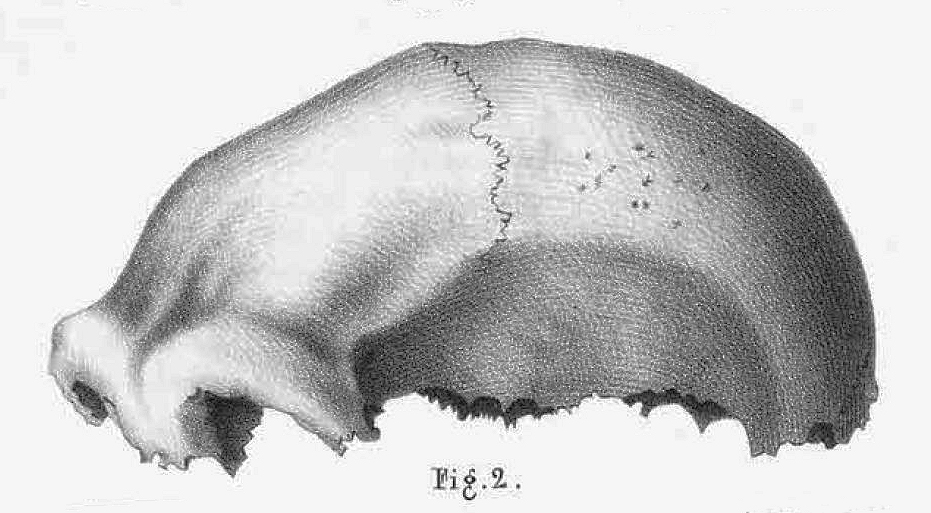
Das Schädeldach in seitlicher Ansicht

Neandertal 1 (auch Neanderthal 1, seltener Feldhofer 1) ist die wissenschaftliche Bezeichnung für das Typusexemplar (Holotypus) der biologischen Art Homo neanderthalensis. Das Fossil wurde Mitte August 1856 in einem als Neandertal bezeichneten Talabschnitt der Düssel im niederbergischen Land, 13 Kilometer östlich von Düsseldorf, entdeckt und 1864 erstmals in einer naturwissenschaftlichen Fachzeitschrift mit dem noch heute gültigen Artnamen bezeichnet. Es war jedoch nicht der erste Beleg für diese Art, der entdeckt worden war; vielmehr war die Bedeutung früherer Funde zunächst nicht erkannt und deshalb für diese Funde kein gesonderter Artname vergeben worden.
Das Fossil wird seit 1877 im Rheinischen Landesmuseum Bonn verwahrt. Seit dem Jahr 2000 ist das Fossil eines zweiten Individuums vom selben Fundort sicher als Neandertaler bestimmt, benannt Neandertal 2.

## Entdeckung

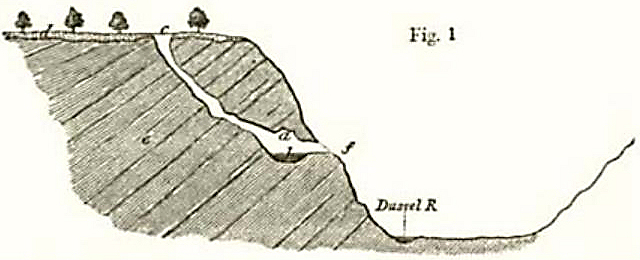
Kleine Feldhofer Grotte (Querschnitt);
aus: Charles Lyell (1863): The Geological Evidences of the Antiquity of Man.

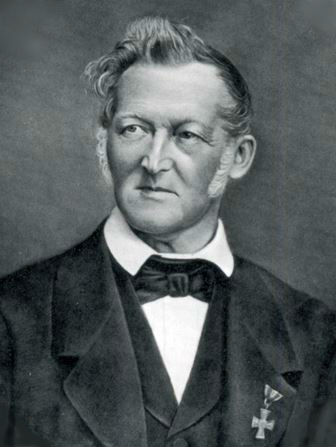
Johann Carl Fuhlrott

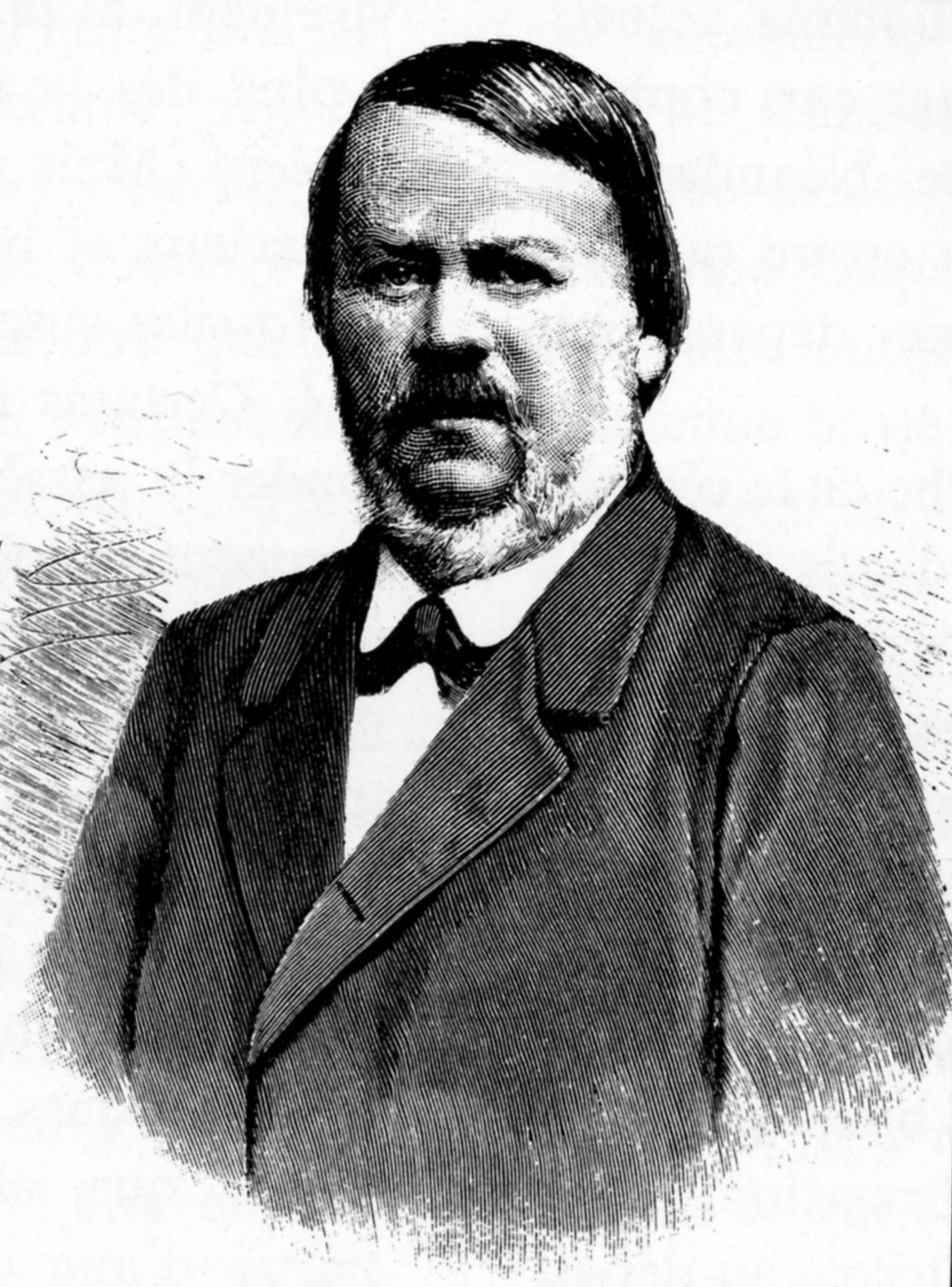
Hermann Schaaffhausen

Bereits für das frühe 16. Jahrhundert ist der Abbau von Kalkstein im Neandertal belegt, ab Mitte des 19. Jahrhunderts erfolgte er in industriellem Maßstab. Im August 1856 erweiterten zwei italienische Arbeiter den Eingang zur Kleinen Feldhofer Grotte, indem sie den in diese Kalksteinhöhle eingelagerten versinterten und daher steinharten Lehm beseitigten. Beim Abtragen dieser Sedimentfüllung stießen die Arbeiter in zwei Fuß (rund 60 cm) Tiefe auf fossile Knochen, die zunächst unbeachtet mit Lehm- und Gesteinsschutt zu Tal geworfen wurden. Dort fielen sie dem Besitzer des Steinbruchs, Wilhelm Beckershoff, auf, der sie für die Überreste eines Höhlenbären hielt. Beckershoff und der Mitbesitzer des Steinbruchs, Friedrich Wilhelm Pieper, ließen 16 größere Knochenfragmente aus dem Schutt aufsammeln und dem Elberfelder Lehrer und Fossiliensammler Johann Carl Fuhlrott übergeben: ein Schädeldach mit einem Bruchstück des linken Schläfenbeins, ein Bruchstück des rechten Schulterblatts, ein rechtes Schlüsselbein, beide Oberarmknochen (der rechte vollständig erhalten), eine komplette rechte Speiche, Bruchstücke einer rechten und linken Elle, fünf Rippen, eine fast vollständige linke Beckenhälfte sowie beide vollständig erhaltenen Oberschenkelknochen.
Fuhlrott erkannte eigenem Bekunden zufolge auf Anhieb, dass die Überreste einem Menschen zuzuordnen waren, der sich allerdings vom Menschen der Neuzeit erheblich unterschied. Ohne Fuhlrotts Billigung erschien bereits unter dem Datum des 4. September 1856 in der Elberfelder Zeitung sowie im Barmer Bürgerblatt folgende Notiz:

„Im benachbarten Neanderthale, dem sogenannten Gesteins, ist in den jüngsten Tagen ein überraschender Fund gemacht worden. Durch das Wegbrechen der Kalkfelsen, das freilich vom pittoresken Standpunkte nicht genug beklagt werden kann, gelangte man [in] eine Höhle, welche im Laufe der Jahrhunderte durch Thonschlamm gefüllt worden war. Bei dem Hinwegräumen dieses Thons fand man ein menschliches Gerippe, das zweifelsohne unberücksichtigt und verloren gegangen, wenn nicht glücklicherweise Dr. Fuhlrott von Elberfeld den Fund gesichert und untersucht hätte. Nach Untersuchung dieses Gerippes, namentlich des Schädels, gehörte das menschliche Wesen zu dem Geschlechte der Flachköpfe, deren noch heute im amerikanischen Westen wohnen, von denen man in den letzten Jahren auch mehrere Schädel an der oberen Donau bei Siegmaringen gefunden hat. Vielleicht trägt dieser Fund zur Erörterung der Frage bei: Ob diese Gerippe einem mitteleuropäischen Urvolke oder blos einer (mit Attila?) streifenden Horde angehört haben.“

Durch diese Berichterstattung wurden zwei Bonner Professoren der Anatomie, Hermann Schaaffhausen und August Franz Josef Karl Mayer, auf diesen Fund aufmerksam, meldeten sich bei Fuhlrott und baten ihn um Zusendung der Knochen. Fuhlrott brachte sie im folgenden Winter persönlich nach Bonn, wo sie zunächst von Schaaffhausen in Augenschein genommen wurden. Sechs Monate später, am 2. Juni 1857, präsentierten Schaaffhausen und Fuhlrott vor den Mitgliedern des Naturhistorischen Vereins der preussischen Rheinlande und Westphalens die Ergebnisse ihrer Untersuchungen, die der Primatologe und Paläoanthropologe Ian Tattersall folgendermaßen beschreibt:

„Dabei faßte Fuhlrott die Entdeckungsgeschichte dieser Fossilien zusammen, die auf sorgfältiger Befragung der Arbeiter basierte, die die Funde ausgegraben hatten. Er betonte das Alter der Knochen, das sowohl durch die Dicke der sie überlagernden Erdschichten […] als auch durch die starke Mineralisierung und Dendritenbildung auf der Oberfläche, die sich auch auf den Knochen der ausgestorbenen riesigen Höhlenbären fanden, belegt war. Die Beschreibung und Deutung des Fundes war Schaaffhausens Aufgabe.“

Schaaffhausen beschrieb detailliert den ungewöhnlich massiven Knochenbau des Fundes und stellte insbesondere die Form des Schädeldaches heraus – vor allem die niedrige, fliehende Stirn und die knöchernen Wülste über den Augen:

„Er hielt diese Merkmale eher für natürlich als für die Folge von Krankheit oder abnormer Entwicklung. Sie erinnerten ihn an die großen Menschenaffen. Trotzdem war dies kein Menschenaffe, und wenn seine Merkmale nicht pathologisch waren, waren sie möglicherweise dem Alter der Funde zuzuschreiben. […] Obwohl seine Suche nach Exemplaren, die dem Neandertaler ähnlich waren, erfolglos blieb, kam er zu dem Schluß, daß die Knochen zu einem Vertreter eines Ureinwohner-Stammes gehörten, der Deutschland vor der Ankunft der Vorfahren des modernen Menschen bewohnt hatte.“

Schaaffhausen publizierte seine Befunde 1858 im Archiv für Anatomie, Physiologie und wissenschaftliche Medicin, Fuhlrott veröffentlichte ein Jahr später eine Abhandlung über Menschliche Überreste aus einer Felsengrotte des Düsselthals im Vereinsblatt des Naturhistorischen Vereins der preussischen Rheinlande und Westphalens. In dieser Abhandlung erörterte er ebenfalls die anatomischen Gegebenheiten und erwähnte zunächst zurückhaltend (auch unter Berücksichtigung ihrer Einbettung in eiszeitliche Lehmeinwehungen), dass diese Knochen vermutlich „aus der vorhistorischen Zeit, wahrscheinlich aus der Diluvialperiode stammen und daher einem urtypischen Individuum unseres Geschlechts einstens angehört haben.“ (S. 136) Im Anschluss an seine Anmerkungen zur Geologie des Fundortes vermutete er dann aber weitergehend, dass „in diesen Knochen antediluviane [vor der Sintflut entstandene], also fossile Menschenreste vorliegen“. (S. 145)
Fuhlrotts und Schaaffhausens letztlich korrekte Deutung der Funde aus dem Neandertal wurde jedoch von den anderen Gelehrten ihrer Zeit nicht ernst genommen. Als Fuhlrott 1859 seine Abhandlung im Vereinsblatt des Naturhistorischen Vereins der preussischen Rheinlande und Westphalens veröffentlichte, kommentierten die Mitglieder der Redaktion seine Interpretationen beispielsweise mit dem Nachsatz, dass sie „die vorgetragenen Ansichten nicht theilen können.“ (S. 153)

## Historischer Hintergrund

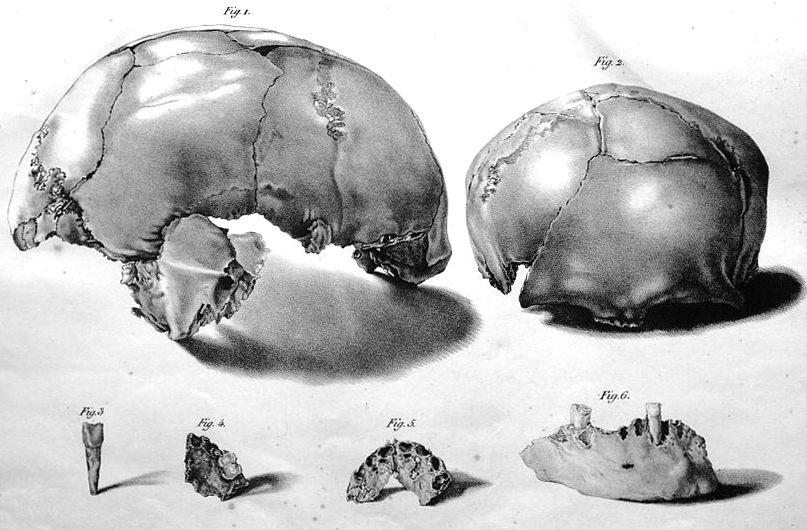
Fossilienfunde von 1829 aus Engis: unten in der Mitte das Oberkieferfragment des Neandertaler-Kindes (Engis 2)

1758 hatte Carl von Linné in der 10. Auflage seiner Schrift Systema Naturae (S. 20) die Bezeichnung Homo sapiens als Artname für den Menschen eingeführt, jedoch ohne eine sogenannte Diagnose, also ohne präzise Beschreibung der arttypischen Merkmale.
Der niederländische Arzt und Naturforscher Philippe-Charles Schmerling beschrieb 1833 einen fossilen Schädel und mehrere andere Knochen, die 1829 in einer Höhle nahe der belgischen Gemeinde Engis entdeckt worden waren. Er ordnete sie aufgrund von Tierfossilien und gleichfalls entdeckten Steinwerkzeugen dem „Diluvium“ zu. Dieser erste wissenschaftlich beschriebene Neandertaler-Fund (Engis 2) wurde jedoch von den Fachkollegen als „modern“ verkannt. Es fehlten zum einen Kriterien zur Abgrenzung fossiler Arten der Gattung Homo von Homo sapiens; zum anderen verwiesen Fachkollegen auf die Bibel (1. Buch Mose), aus der ein so hohes Alter nicht abgeleitet werden konnte.
Selbst Thomas Henry Huxley, ein Unterstützer von Darwins Evolutionstheorie, schrieb 1863 den Fund aus Engis einem „Menschen von niedrigem Grad an Zivilisation“ zu. Den Fund aus dem Neandertal interpretierte er ebenfalls als innerhalb der Variationsbreite des modernen Menschen liegend. Auch der 1848 im Kalksteinbruch Forbes’ Quarry in Gibraltar entdeckte, relativ gut erhaltene weibliche Schädel Gibraltar 1 wurde erst Jahrzehnte später endgültig als Jahrzehntausende alt anerkannt und zur inzwischen etablierten Art Homo neanderthalensis gestellt.
Wie Huxley ordneten selbst noch Anthropologen des späten 19. und frühen 20. Jahrhunderts die zunehmend zahlreicher werdenden homininen Fossilien den menschlichen „Rassen“ als deren frühe Repräsentanten zu.

## Fund als Streitobjekt der Gelehrten

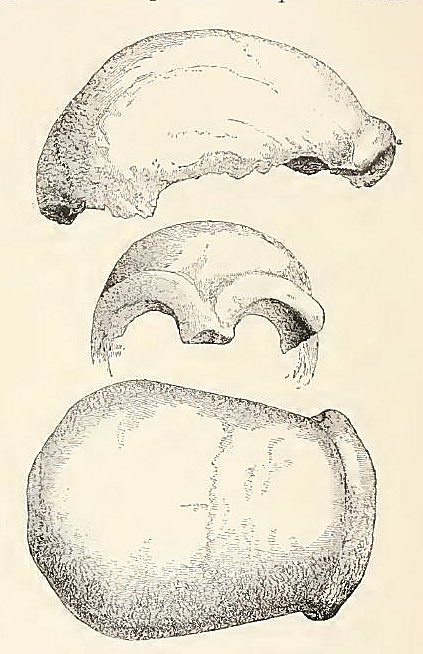
Neandertal 1: Drei Ansichten aus Thomas Henry Huxley, Evidence as to Man’s Place in Nature, London, 1863

Das Fossil aus dem Neandertal war 1856 entdeckt worden, drei Jahre vor dem Erscheinen von Darwins Hauptwerk Über die Entstehung der Arten. Die wissenschaftliche Auseinandersetzung um die Frage, ob Arten unveränderlich oder veränderlich seien, war jedoch schon deutlich früher entbrannt. So hatte sich Hermann Schaaffhausen bereits 1853 in einer ausführlichen Abhandlung Über die Beständigkeit und Umwandlung der Arten der Auffassung angeschlossen, „dass auch die Art nicht unvergänglich sei, dass sie wie das Leben der Einzelwesen einen Anfang, eine Zeit der Blüthe und einen Untergang habe, nur in grösseren Zeitabschnitten, und dass den verschiedenen Arten eine verschiedene Lebensdauer zugemessen sei.“ Schaaffhausen hatte auf die große Nähe diverser anatomischer und physiologischer Merkmale des Menschen und der „menschenähnlichsten Affen“ hingewiesen und zusammenfassend festgestellt: „Die Unveränderlichkeit der Art, die von den meisten Forschern als ein Naturgesetz betrachtet wird, ist nicht erwiesen“.
Hermann Schaaffhausen gehörte jedoch nicht zu den naturwissenschaftlichen Autoritäten des mittleren 19. Jahrhunderts in Deutschland. Hier wurden zu dieser Zeit die biologischen Wissenschaften von Rudolf Virchow beherrscht, „dem Vater der modernen Zellbiologie und aus politischen Gründen einem Gegner evolutionären Gedankenguts. Virchow vertrat sozialliberale Ideale. Er kämpfte für eine Gesellschaft, in der nicht Herkunft, sondern die Fähigkeiten des Einzelnen über seine Zukunft entscheiden sollten. Die Evolutionstheorie war für ihn ein Elitedenken, eine naturgegebene Bevorzugung einer bestimmten ‚Rasse‘, die mit seinen Idealen unvereinbar war.“
Ehe Virchow aber die Gebeine aus dem Neandertal 1872 persönlich begutachtete, überließ er sie dem Bonner Anatomen und Augenspezialisten August Franz Josef Karl Mayer, der „ein entschlossener Anhänger des christlichen Schöpfungsglaubens in seiner traditionellen Form“ war; Mayer hatte die erste Begutachtung im Winter 1856/57 aufgrund einer Erkrankung versäumt:
„Jener bescheinigte dem Neandertaler rachitische Veränderungen in der Knochenentwicklung […]. Mayer behauptete unter anderem, daß die Oberschenkel- und Beckenknochen des Neandertalers geformt seien wie bei einem Menschen, der sein Leben lang geritten sei. Der gebrochene rechte Arm des Individuums sei schlecht verheilt und die ständigen Sorgenfalten über den Schmerz seien der Grund für die ausgeprägten Überaugenwülste. Das Gerippe sei, so spekulierte er, von einem berittenen russischen Kosaken, der um 1813/14 in den Wirren der Befreiungskriege gegen Napoleon in der Region gelagert hätte.“
Mayers 1864 im Archiv für Anatomie publizierte Interpretationen widersprachen zwar dem damals bereits bekannten und allseits akzeptierten Rachitis-Leitsymptom (geschwächte Knochen), da der Neandertaler extrem stabile Knochen aufwies. Dennoch akzeptierte auch Virchow weitgehend die anatomischen Befunde Mayers. Virchow beschrieb die Knochen als „merkwürdige Einzelerscheinung“ und als „durchaus individuelle Bildung“ und sorgte so dafür, dass die Merkmale des Fundes aus dem Neandertal im deutschsprachigen Raum auf Jahre hinaus als Ausdruck von krankhaften Veränderungen am Skelett eines modernen Menschen galten.
Daran änderte auch die zutreffende Einschätzung des Geologen Charles Lyell nichts, der bereits 1863 nach einem Besuch Fuhlrotts und des Neandertals das hohe Alter des Fundes bestätigt hatte. Im Rückblick betrachtet trat die Wende hin zur Anerkennung des Fundes als nicht krankhaft verändert gleichwohl bereits 1863/64 ein.

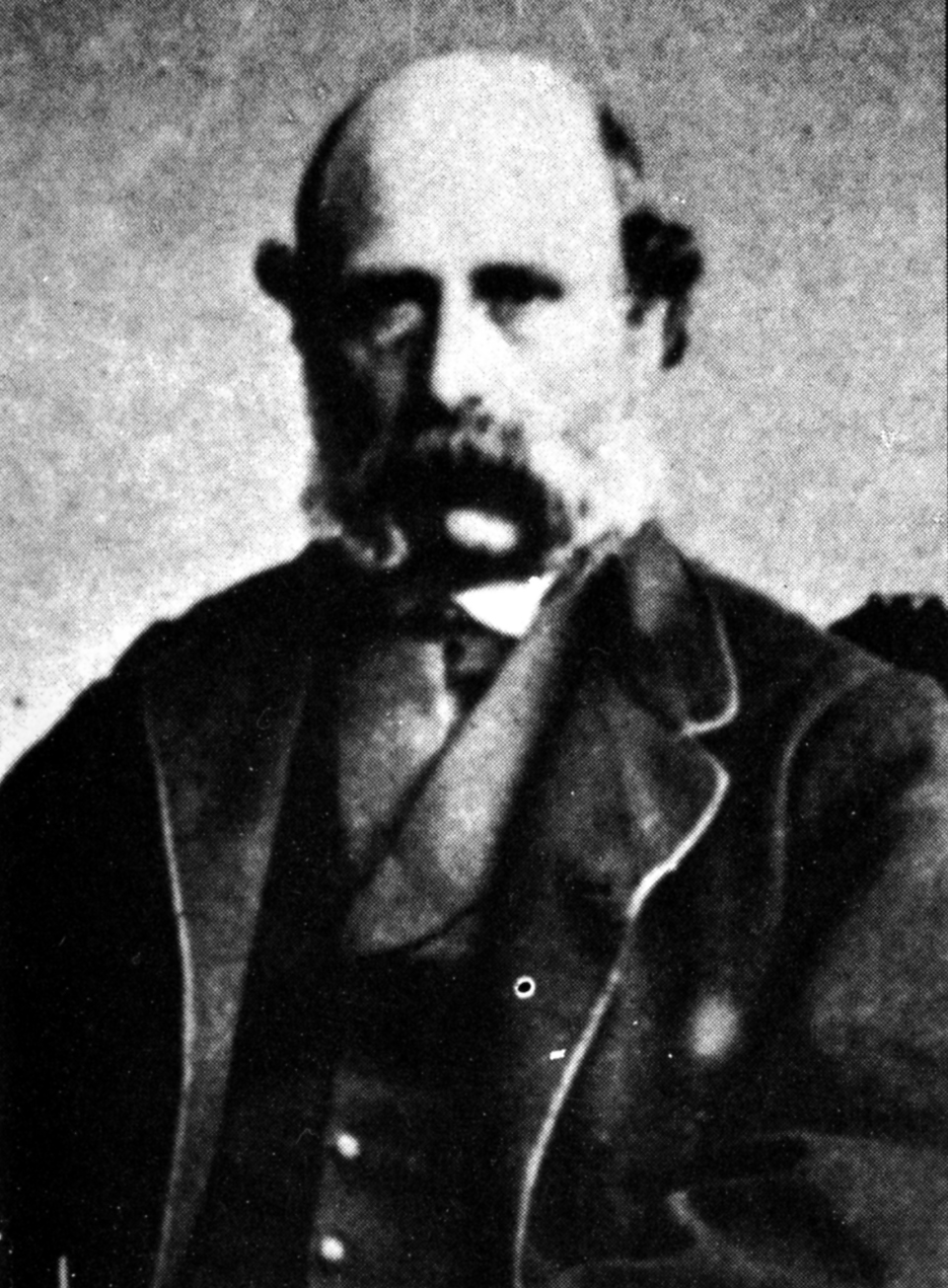
William King

Zum einen publizierte der englische Geologe William King 1864 eine genaue Beschreibung des Körperbaus des Reputed Fossil Man of the Neanderthal, in der er – mangels anderer Vergleichsmöglichkeiten – die affenähnlichen Merkmale des Fossils besonders betonte. Ganz am Schluss dieser Abhandlung, in einer dem letzten Wort nachgestellten Fußnote, erwähnt King, dass er bereits im Vorjahr einen Vortrag ähnlichen Inhalts vor der geologischen Sektion der British Association for the Advancement of Science gehalten habe, nun aber noch sicherer sei, dass das Fossil, welches er seinerzeit „Homo Neanderthalensis“ genannt habe, generell vom Menschen unterscheidbar sei („generally distinct from Man“). Diese beiläufige, von King für das Fossil aus dem Neandertal gewählte Bezeichnung in Fußnote 27, gilt heute als die Festlegung des Artnamens im Sinne der internationalen Regeln für die zoologische Nomenklatur.
Zum anderen konnte der britische Paläontologe George Busk, der 1861 die Schaaffhausen-Abhandlung ins Englische übersetzt hatte, 1862 den 1848 entdeckten Schädel aus dem Kalksteinbruch Forbes’ Quarry in Gibraltar untersuchen. Aufgrund dessen Ähnlichkeit mit dem Fund aus dem Neandertal spottete Busk: „Was auch immer an den Ufern der Düssel passiert sein mag, selbst Professor Mayer wird kaum vermuten, daß sich ein rachitischer Kosak des Feldzuges von 1814 in den brüchigen Spalten des Felsens von Gibraltar verkrochen hatte.“ Die Anerkennung des Neandertalers als eine eigenständige, von Homo sapiens abweichende Menschenform setzte sich jedoch erst endgültig durch, nachdem 1886 in einer Höhle im belgischen Spy (heute Ortsteil der Gemeinde Jemeppe-sur-Sambre) zwei fast vollständig erhaltene Neandertaler-Skelette gefunden worden waren.

## Anthropologische Analysen
Die Diskussion des 19. Jahrhunderts widmete sich zunächst der Frage, inwiefern der anthropologische Befund mit Merkmalen des Homo sapiens in Einklang zu bringen sei. Bereits Johann Carl Fuhlrott war die im Vergleich zum Menschen seiner Gegenwart unübliche Massivität der Knochen aufgefallen, ferner die stark ausgebildeten Höcker, Grate und Leisten, die dem Ansatz entsprechend kräftig ausgebildeter Muskeln dienten. Einer der Oberarmknochen wies seiner Beobachtung zufolge eine ausgeheilte Verletzung auf. Auch William King verwies 1864 auf die unübliche Dicke der Skelettknochen und schloss sich einer Bemerkung Schaaffhausens an, der auch die stark gerundete Form der Rippen und damit des Brustkorbs als für einen Menschen ganz ungewöhnlich bewertet hatte. King beschäftigte sich jedoch überwiegend mit dem Bau der erhaltenen Schädelknochen. Er beschrieb dessen Form als „gestreckt oval“ und als ungefähr einen Zoll (Inch = 2,54 cm) länger als bei einem rezenten Briten; die Breite des Schädels übertreffe hingegen kaum die Breite des modernen Menschen. Wie zuvor schon Schaaffhausen beschrieb King die Stirnregion als ungewöhnlich flach und fliehend und die Knochenleisten über den Augen als „übermäßig entwickelt“. In der Zusammenschau der vom modernen Menschen abweichenden Merkmale schrieb King schließlich:

„Der Schädel des Neandertalers ist sogleich als einzigartig verschieden von allen anderen wahrgenommen worden, die anerkannterweise zur Art des Menschen gehören; und unzweifelhaft haben seine Merkmale eine große Ähnlichkeit mit denen eines jungen Schimpansen.“

### Intravitale Verletzungen und Krankheiten
Untersuchungen des Göttinger Pathologen Michael Schultz widmeten sich Anfang des 21. Jahrhunderts auch dem Gesundheitszustand des Neandertaler-Holotyps. Diese konnten zeigen, dass es in mehreren Fällen einen krankhaften Muskel-Sehnen-Prozess gab, außerdem einen Bruch des linken Armes im Bereich des Ellenbogengelenks mit einer daraus resultierenden Fehlstellung der Knochen. Die Fehlstellung führte zu einer dauerhaften Beeinträchtigung, da der Mann aus dem Neandertal diesen Arm auch nach Ausheilung des Bruchs nicht mehr regelmäßig belasten konnte.
Im Stirnbein befindet sich eine ausgeheilte Knochenverletzung, die auf den Sturz auf einen scharfkantigen Stein zurückgeführt wird. Außerdem hatte Neandertal 1 offenbar eine ausgeheilte Blutung eines Gehirn-Gefäßes, die ebenfalls auf eine intravitale (zu Lebzeiten erfolgte) traumatische Einwirkung zurückgeführt wird.
Neandertal 1 litt an ausgedehnten Entzündungen der Nasennebenhöhlen. Beide Stirnhöhlen lassen in Form einer höckerigen, mit kleinen Gefäßabdrücken überzogenen Oberfläche Symptome chronischer Entzündungen erkennen. Im Alter litt er zudem an einer schweren Krankheit, die nie zuvor an einem Neandertaler festgestellt werden konnte. Es handelt sich um einen metastatischen, knochenfressenden Prozess noch unbekannter Ursache.
Sein Sterbealter wurde mit 40 bis 42 Jahren bestimmt.

### Postmortale Veränderungen am Skelett
Im Jahre 1992 wurden angebliche Schnittspuren an den Skelettresten publiziert, insbesondere an den Rändern der Schädelkalotte, die auf einen speziellen Bestattungsritus hindeuten würden. Angesichts der nur rudimentären Erhaltung des Skeletts (16 von 203 Knochen) wäre der Einfluss von Zahnschrammen durch Karnivoren ebenfalls denkbar. In Anbetracht der oberflächlichen und nicht wissenschaftlichen Bergung der Knochen bleibt die Frage der Disartikulation (Auflösung des Skelettverbandes) durch Raubtiere jedoch schwierig zu klären.

## Datierung und DNA-Analysen

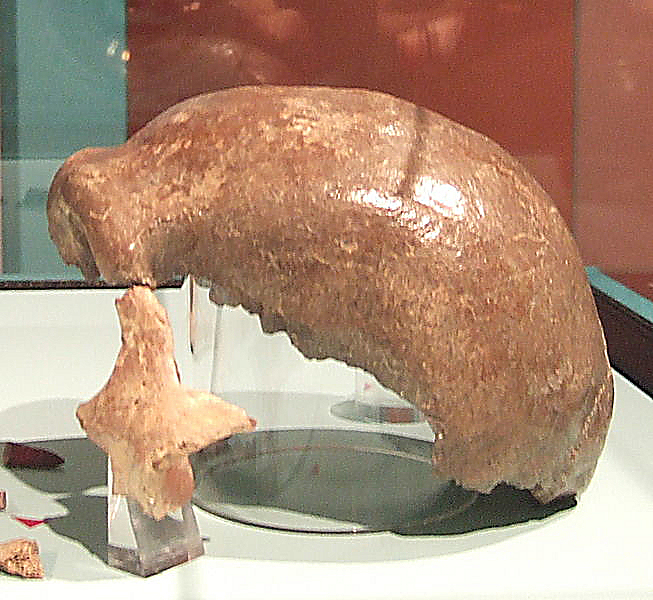
Neandertal 1, seitliche Ansicht. Vorne anliegend das im Jahr 2000 entdeckte Stück des Schläfen- und Jochbeins.

Ab 1991 wurden die Knochen des Neandertalers von einem internationalen Forscherteam mit modernen Verfahren erneut analysiert. So ergab beispielsweise eine Radiokohlenstoffdatierung ein Alter von 39.900 ± 620 Jahren (BP, also unkalibriert; kalibriert: 42.394 ± 512 cal BP); dieser Neandertaler gehörte demnach zu den letzten Populationen dieser Menschenart in Europa. Weiterhin gelang es 1997 mitochondriale DNA (mtDNA) aus dem Oberarmknochen des Typusexemplars Neandertal 1 zu gewinnen, die erste mtDNA-Probe aus einem Neandertaler überhaupt. In der Publikation wurden diese ersten Analyseergebnisse sehr vorsichtig interpretiert. Gleichwohl legten sie den Schluss nahe, dass der Neandertaler genetisch weit vom anatomisch modernen Mensch entfernt läge. Der Titel der Ausgabe der Fachzeitschrift Cell lautete: „Neanderthals were not our ancestors“ („Neandertaler waren nicht unsere Vorfahren“). Die Entschlüsselung des Neandertaler-Genoms im Jahre 2010 und spätere Publikationen relativieren diese Aussage.

## Nachgrabungen 1997 und 2000
Ebenfalls 1997 gelang es im September bei Nachgrabungen im Neandertal, die genaue Lage der ehemaligen „Kleinen Feldhofer Grotte“ (51° 13′ 38″ N, 6° 56′ 40″ O) zu rekonstruieren. Unter Resten lehmiger Höhlenfüllungen und Sprengschutt aus dem Kalksteinabbau wurden zunächst einige Steingeräte und danach insgesamt 20 weitere Neandertaler-Knochenfragmente entdeckt; bis dahin waren aus dieser Höhle keine Steinwerkzeuge überliefert worden. Im Jahr 2000 wurden die Ausgrabungen fortgesetzt und weitere 40 menschliche Zähne und Knochenfragmente entdeckt, darunter ein Stück des Schläfen- und des Jochbeins, das sich exakt an die Schädeldecke anfügen ließ. Ein Knochensplitter konnte passgenau dem linken Oberschenkelknochen im Kniebereich zugeordnet werden.
Besondere Beachtung fand die Entdeckung eines dritten Oberarmknochens: Zwei Oberarmknochen waren bereits seit 1856 bekannt. Man hatte nunmehr also den Überrest eines zweiten, zarter gebauten Individuums entdeckt; mindestens drei weitere Knochenfragmente liegen ebenfalls doppelt vor. Dieser als Neandertal 2 bezeichnete Fund wurde auf ein Alter von 39.240 ± 670 Jahren (BP) datiert, ist also exakt so alt wie das Fossil Neandertal 1. Zudem gelang die Bergung eines Milchzahns; dieser Molar wurde einem jugendlichen Neandertaler (dem dritten Individuum) zugeschrieben. Dieser Milchzahn war im Jahr 2004 aus einer Vitrine des Neanderthal Museums in Mettmann entwendet, kurze Zeit später aber wieder dorthin zurückgegeben worden. Anhand der Abriebspuren und der bereits in Teilen aufgelösten Zahnwurzeln würde man beim modernen Menschen auf ein Lebensalter des Jugendlichen von 11 bis 14 Jahren schließen.
Über dem Platz der Nachgrabungen wurde nach deren Abschluss ein archäologischer Garten angelegt, dessen Installationen die wechselvolle Geschichte des Ortes versinnbildlichen sollen. Der kleine Park gehört zum benachbarten Neanderthal Museum, das einen chronologischen Abriss der Evolution des Menschen vermittelt.

## Belege
1. ↑  Die Schreibung des Lemmas Neandertal 1 folgt: Wilhelm Gieseler: Germany. In: Kenneth Page Oakley et al. (Hrsg.): Catalogue of Fossil Hominids: Europe Pt. 2. Smithsonian Institution Proceedings, 1971, S. 198–199. – Als Folge der Orthographischen Konferenz von 1901 wurde die vormalige Schreibung von Thal in Tal geändert, woran die Sammlungsnummer angepasst werden konnte. Auch die von der American Association for the Advancement of Science herausgegebene Fachzeitschrift Science folgt dieser Schreibung, siehe zum Beispiel sciencemag.org: The Neandertal Genome. (Memento vom 23. Februar 2011 im Internet Archive). Die Internationalen Regeln für die Zoologische Nomenklatur erlauben hingegen keine Veränderung gültiger Benennung von Gattungs- und Artnamen, weswegen die lateinische Bezeichnung weiterhin Homo neanderthalensis lautet.
2. ↑  William King: The Reputed Fossil Man of the Neanderthal. In: Quarterly Journal of Science. Band 1, 1864, S. 88–97, Volltext (PDF; 356 kB).
3. 1 2  Michael Schmauder, Ralf W. Schmitz: Der Neandertaler und weitere eiszeitliche Funde im Rheinischen LandesMuseum Bonn. In: Heinz Günter Horn (Hrsg.): Neandertaler + Co. Philipp von Zabern, Mainz am Rhein 2006, ISBN 3-8053-3603-9, S. 252–253.
4. ↑  Die Grotte war benannt worden nach dem nahegelegenen Gut Feldhof.
5. ↑  Gerd-Christian Weniger: Mettmann – Fundort Neandertal. In: Heinz Günter Horn (Hrsg.): Neandertaler + Co. Philipp von Zabern, Mainz am Rhein 2006, ISBN 3-8053-3603-9, S. 183. – Pieper und Beckershoff waren Mitglieder in dem von Fuhlrott gegründeten Naturwissenschaftlichen Verein für Elberfeld und Barmen; Pieper informierte Fuhlrott über den Fund.
6. ↑  Friedemann Schrenk, Stephanie Müller: Die Neandertaler. C.H. Beck, München 2005, ISBN 3-406-50873-1, S. 14.
7. ↑  Johann Carl Fuhlrott: Menschliche Überreste aus einer Felsengrotte des Düsselthals. S. 137.
8. ↑  Der Text ist u. a. abgedruckt in Friedemann Schrenk, Stephanie Müller: Die Neandertaler. S. 9 und als Volltext zu finden unter archaeologie-online.de sowie unter tierundnatur.de.
9. ↑  Ian Tattersall: Neandertaler. Der Streit um unsere Ahnen. Birkhäuser Verlag, Basel 1999, ISBN 3-7643-6051-8, S. 74–75.
10. ↑  Ian Tattersall: Neandertaler. Der Streit um unsere Ahnen. S. 76.
11. ↑  Hermann Schaaffhausen: Zur Kenntniss der ältesten Rassenschädel. In: Archiv für Anatomie, Physiologie und wissenschaftliche Medicin. 1858, S. 453–478 (Digitalisat).
12. ↑  Johann Carl Fuhlrott: Menschliche Überreste aus einer Felsengrotte des Düsselthals. Ein Beitrag zur Frage über die Existenz fossiler Menschen. In: Verhandlungen des Naturhistorischen Vereins der preußischen Rheinlande und Westphalens. Band 16, 1859, S. 131–153, Volltext (PDF; 4,1 MB).
13. ↑  Philippe-Charles Schmerling: Recherches sur les ossements fossiles découverts dans les cavernes de la Province de Liège. P.-J. Collardin, Liège 1833, S. 1–66.
14. ↑  Thomas Henry Huxley: On some fossil remains of man. Kapitel 3 in: Evidence as to man’s place in nature. D. Appleton and Company, New York 1863.
15. ↑  Hermann Schaaffhausen: Über die Beständigkeit und Umwandlung der Arten. In: Verhandlungen des Naturhistorischen Vereins der preussischen Rheinlande und Westphalens. Band 10, 1853, S. 420–451.
Nachdruck in: Hermann Schaaffhausen: Über Beständigkeit und Umwandlung der Arten. In: ders.: Anthropologische Studien. Verlag von Adolph Marcus, Bonn 1885, S. 134–164, (Digitalisat).
16. ↑  Ian Tattersall: Neandertaler. Der Streit um unsere Ahnen. S. 77.
17. ↑  Martin Kuckenberg: Lag Eden im Neandertal? Auf der Suche nach dem frühen Menschen. Econ Verlag, Düsseldorf 1997, ISBN 3-430-15773-0, S. 51.
18. 1 2  Friedemann Schrenk, Stephanie Müller: Die Neandertaler. S. 16.
19. ↑  F. J. C. Mayer: Ueber die fossilen Ueberreste eines menschlichen Schädels und Skeletes in einer Felsenhöhle des Düssel- oder Neander-Thales. In: Archiv für Anatomie, Physiologie und wissenschaftliche Medicin. (Müller’s Archiv), Nr. 1, 1864, S. 1–26.
F. J. C. Mayer: Zur Frage über das Alter und die Abstammung des Menschengeschlechtes. In: Archiv für Anatomie, Physiologie und wissenschaftliche Medicin. (Müller’s Archiv), 1864, S. 696–728.
20. ↑  Charles Lyell: The geological evidences of the antiquity of man. John Murray, London 1863.
21. ↑  William King: The Reputed Fossil Man of the Neanderthal. In: Quarterly Journal of Science. Band 1, 1864, S. 96.
22. ↑  William King: On the Neanderthal Skull, or Reasons for believing it to belong to the Clydian Period and to a species different from that represented by Man. In: British Association for the Advancement of Science, Notices and Abstracts for 1863, Part II. London 1864, S. 81 f.
23. ↑  George Busk: Pithecoid Priscan Man from Gibraltar. In: The Reader. A Review of Literature, Science, and Art. 23. Juli 1864 (Digitalisat.)
24. ↑  Ian Tattersall: Neandertaler. Der Streit um unsere Ahnen. S. 81.
25. ↑  Johann Carl Fuhlrott: Menschliche Überreste aus einer Felsengrotte des Düsselthals. S. 140.
26. ↑  William King: The Reputed Fossil Man of the Neanderthal. S. 90ff.
27. ↑  „(In these general characters,) the Neanderthal skull is at once observed to be singularly different from all others which admittedly belong to the human species; and they undoubtedly invest it with a close resemblance to that of a young Chimpanzee.“
28. ↑  Michael Schultz: Der Neandertaler aus der Kleinen Feldhofer Grotte – Versuch einer Rekonstruktion seines Gesundheitszustandes. In: Gabriele Uelsberg (Hrsg.): Roots: Wurzeln der Menschheit. Katalog-Handbuch zur Ausstellung im Rheinischen Museum Bonn, Verlag Philipp von Zabern in Wissenschaftliche Buchgesellschaft, Mainz 2006, ISBN 3-8053-3602-0, S. 123–132.
29. 1 2 3  Michael Schultz: Results of the anatomical-palaeopathological investigations on the Neanderthal skeleton from the Kleine Feldhofer Grotte (1856) including th new discoveries from 1997/2000. In: Rheinische Ausgrabungen. Band 58, 2006, S. 277–318.
30. ↑  Ralf-W. Schmitz und Peter Pieper: Schnittspuren und Kratzer. Anthropogene Veränderungen am Skelett des Urmenschenfundes aus dem Neandertal – vorläufige Befundaufnahme. In: Das Rheinische Landesmuseum Bonn. Band 2, 1992, S. 17–19.
31. ↑  Gerd-Christian Weniger: Mettmann – Fundort Neandertal. In: Heinz Günter Horn (Hrsg.): Neandertaler + Co. Philipp von Zabern, Mainz am Rhein 2006, ISBN 3-8053-3603-9, S. 187.
32. ↑  Ralf W. Schmitz et al.: The Neandertal type site revisited: Interdisciplinary investigations of skeletal remains from the Neander Valley, Germany. In: PNAS. Band 99, Nr. 20, 2002, S. 13342–13347 [hier: S. 13345], doi:10.1073/pnas.192464099.
33. 1 2  Matthias Krings et al.: Neandertal DNA Sequences and the Origin of Modern Humans. In: Cell. Band 90, Nr. 1, 1997, S. 19–30, doi:10.1016/S0092-8674(00)80310-4.
34. ↑  Mateja Hajdinjak, Qiaomei Fu, Alexander Hübner, Martin Petr, Fabrizio Mafessoni, Steffi Grote, Pontus Skoglund, Vagheesh Narasimham, Hélène Rougier, Isabelle Crevecoeur, Patrick Semal, Marie Soressi, Sahra Talamo, Jean-Jacques Hublin, Ivan Gušić, Željko Kućan, Pavao Rudan, Liubov V. Golovanova, Vladimir B. Doronichev, Cosimo Posth, Johannes Krause, Petra Korlević, Sarah Nagel, Birgit Nickel, Montgomery Slatkin, Nick Patterson, David Reich, Kay Prüfer, Matthias Meyer, Svante Pääbo, Janet Kelso: Reconstructing the genetic history of late Neanderthals. In: Nature. 2018, ISSN 0028-0836, doi:10.1038/nature26151..
35. ↑  Ralf W. Schmitz et al.: The Neandertal type site revisited: Interdisciplinary investigations of skeletal remains from the Neander Valley, Germany. In: PNAS. Band 99, Nr. 20, 2002, S. 13342–13347, doi:10.1073/pnas.192464099.
36. ↑  Vergleiche dazu: Auf den Spuren des Neandertalers. Oberarmknochen sowie ein Milchzahn komplettieren die Funde aus dem Neandertal. Auf: faz.net vom 9. September 2002.
37. ↑  Aufatmen in Erkrather Museum: Neandertaler-Zähne wieder da. Auf: rp-online.de vom 8. April 2004.
38. ↑  Ralf W. Schmitz et al.: The Neandertal type site revisited…, 2002, S. 13344.